# Chafia Rochdi
Zakia Bent Haj Boubaker Marrakchi, được biết đến với nghệ danh Chafia Rochdi và Nana (7/11/1910 - 21/7/1989) là một ca sĩ kiêm diễn viên người Tunisia.

## Tiểu sử
Sinh ngày 7 tháng 11 năm 1910, tại Sfax với tên là Zakia Bent Haj Boubaker Marrakchi, mẹ của Rochdi là người gốc Thổ Nhĩ Kỳ, người đã trải qua thời thơ ấu ở Tripoli. Mồ côi khi còn nhỏ, bà học tiểu học ở quê nhà. Năm 14 tuổi, Rochdi đã học chơi piano dưới sự hướng dẫn của GS. Hedi Chennoufi. Bà xuất hiện lần đầu tiên vào năm 1920 dưới sự lãnh đạo của Mohamed Chabchoub. Mong muốn được công chúng biết đến, bà đến thủ đô Tunis năm 1929, nơi bà tham gia cùng với nghệ sĩ Tunisia nổi tiếng Fadhila Khetmi trong buổi biểu diễn đầu tiên.

## Di sản
Được những người ngưỡng mộ gọi là "Diva của công chúng" và "Nana", bà là một trong số ít các nghệ sĩ Tunisia thành lập công ty sân khấu của riêng mình và là người phụ nữ duy nhất tham gia vào việc tạo ra The Rachidia cùng với Mustapha Sfar. Bà cũng tham gia vào nhiều dàn nhạc khác nhau trong công ty của các nhạc sĩ vĩ đại của thời đại và tạo ra ban nhạc của riêng mình có tên là "Dàn nhạc Nana".
la Foundation Femmes et memorié đã vinh danh bà và những người tiên phong khác của nhà hát Tunisia bằng cách kỷ niệm 'Những người tiên phong trong ngày của Tunisia.

## Qua đời
Đến cuối đời, Rochdi chỉ dành riêng cho việc diễn xuất trong nhà hát. Bà mất vào ngày 21 tháng 7 năm 1989.